# Dekanat Wejherowo
Dekanat Wejherowo – jeden z 24 dekanatów katolickich archidiecezji gdańskiej utworzony 3 stycznia 1895, obejmujący obszar gminy i miasta Wejherowo. Dziekanem od 25 czerwca 2015 jest ks. infułat Daniel Nowak – proboszcz parafii Chrystusa Króla i bł. Alicji Kotowskiej w Wejherowie.

## Parafie
W skład dekanatu wchodzi 10 parafii:
1. Parafia Stygmatów św. Franciszka w Nowym Dworze Wejherowskim – Nowy Dwór Wejherowski, ul. ks. Jana Pawłowskiego 1
2. Parafia Wniebowzięcia Najświętszej Maryi Panny w Bolszewie – Bolszewo, ul. ks. Stanisława Konarskiego 1
3. Parafia Św. Piotra i Pawła w Orlu – Orle, ul. Zamostna 2 A
4. Parafia Matki Boskiej Fatimskiej w Kąpinie – Kąpino, ul. Wiejska 39
5. Parafia Trójcy Świętej w Wejherowie – Wejherowo, ul. Kościuszki 2
6. Parafia św. Leona Wielkiego w Wejherowie – Wejherowo, ul. 3 Maja 19
7. Parafia Matki Bożej Uzdrowienia Chorych na Duszy i Ciele i św. Anny w Wejherowie (Sanktuarium Pasyjno - Maryjne) – Wejherowo, ul. Reformatów 19
8. Parafia Chrystusa Króla i Błogosławionej Alicji Kotowskiej w Wejherowie (Sanktuarium Bł. Męczennicy Alicji Kotowskiej i Towarzyszy) – Wejherowo, ul. Narutowicza 2
9. Parafia Najświętszej Maryi Panny Królowej Polski i Błogosławionego Stefana Kardynała Wyszyńskiego w Wejherowie – Wejherowo, ul. Rybacka 22
10. Parafia św. Karola Boromeusza w Wejherowie – Wejherowo, ul. Gryfa Pomorskiego 51

## Kościoły filialne
- Parafia św. Leona Wielkiego w Wejherowie
  - Kościół św. Stanisława Kostki – Wejherowo, ul. Sobieskiego
- Parafia Trójcy Świętej w Wejherowie
  - Kaplica św. Krzysztofa – Sopieszyno
  - Kaplica cmentarna Chrystusa Pana Zmartwychwstałego – Wejherowo, ul. ks. Edmunda Roszczynialskiego

## Sąsiednie dekanaty
Gdynia Chylonia, Kielno, Luzino, Puck, Reda, Żarnowiec